# Ребята и музыкальный автомат
«Ребята и музыкальный автомат» (итал. Ragazzi del Juke-Box) — итальянская музыкальная кинокомедия 1959 года. Первая роль в кино известного итальянского актёра и певца Адриано Челентано.

## Сюжет
Господин Сезари, владеющий большим музыкальным лейблом, очень любит традиционные мелодии Италии. Однако, когда он попадает в тюрьму, компания переходит в руки его дочери Джулии, которая предпочитает модные современные ритмы.
Песни в исполнении Адриано Челентано:
1. «Il tuo bacio è come un rock»;
2. «Vorrei saper perchè»;
3. «Il ribelle»;
4. «I ragazzi del Juke Box».

## В ролях
- Марио Каротенуто — командир Чезари
- Эльке Зоммер — Джулия Чезари
- Энтони Штеффен — Паоло Мачеллони
- Джакомо Фурия — Дженнарино
- Ивет Массон — Мария Давансале
- Бенедетта Рутили
- Марио Амброзино
- Джулиано Манчини — Джимми
- Карин Уэлл — девушка в клубе
- Росселла Д’Акино
- Лоретта Капитоли
- Паола Патрици
- Паоло Фьорино
- Бетти Кертис — Бетти Дорис
- Адриано Челентано
- Серджо Кало

## Съёмочная группа
- Режиссёр — Лучо Фульчи
- Сценаристы — Лучо Фульчи, Витторио Виги, Пьеро Виварелли
- Композитор — Эрос Скьорилли
- Продюсер — Джованни Аддесси